# Paardenranch Heartland
Paardenranch Heartland is een 25-delige boekenreeks over een fictieve paardenboerderij in de heuvels van Virginia, geschreven door Lauren Brooke vanaf 2000.

## Opzet
Vanaf de eerste uitgave "Alleen verder" tot de meest recente uitgave "A Summer to Remember" staan de paarden centraal; mishandelde en getraumatiseerde paarden worden opgevangen door de vijftienjarige Amy Fleming en haar familie. De ranch-eigenaren pogen de paarden te genezen met therapie gebaseerd op psychologie, in plaats van de meer traditionele trainingsmethoden. De ervaringen van Amy bij het genezen van deze paarden en bijbehorende moeilijke beslissingen komen in iedere uitgave terug.
De doelgroep zijn lezers vanaf 10 jaar.

## Uitgaven
| 1. Alleen verder           | (2000) Heartland–Coming home             |
| 2. Na de storm             | (2000) Heartland-After the storm         |
| 3. Een nieuwe kans         | (2000) Heartland-Breaking free           |
| 4. Kiezen                  | (2001) Heartland-Taking chances          |
| 5. Tweestrijd              | (2001) Heartland-Come what may           |
| 6. Doorbraak               | (2001) Heartland-One day you’ll know     |
| 7. Door het vuur           | (2001) Heartland-Out of the darkness     |
| 8. Overwinnen              | (2002) Heartland-Thicker than water      |
| 9. Vol vertrouwen          | (2002) Heartland-Every new day           |
| 10. De uitdaging           | (2002) Heartland-Tomorrow's promise      |
| 11.Hindernissen            | (2002) Heartland-True enough             |
| 12. Amy's keuze            | (2003) Heartland-Sooner or later         |
| 13. Red de paarden         | (2003) Heartland-Darkest hour            |
| 14. Ontembaar              | (2003) Heartland-Everything changes      |
| 15. Een sterke band        | (2004) Heartland-Love is a gift          |
| 16. Veranderingen          | (2004) Heartland-Holding fast            |
| #2 De wereld van Heartland | (2002) Heartland-Amy’s journal (special) |
| 17. Vrijheid               | (2004) Heartland-A season of hope        |
| 19. Hoop en dromen         | (2005) From this day on                  |
| 20. In jouw hart           | (2005) Always there                      |

Enkele titels ("New beginnings" (18) en de speciale uitgaves "A holiday memory" #1, "Beyond the horizon" #3, "Winter's gift" #4 en "A summer to remember" #5) niet vertaald in het Nederlands.

## Personages
- Amy Fleming - Een vijftienjarig meisje en het hoofdpersonage in de serie. Nadat haar moeder verongelukte - een ongeluk waarbij zij in het ziekenhuis belandde - weet Amy ondanks haar verdriet toch terug naar haar thuis, Heartland, te gaan. Met de hulp van haar vrienden en familie doorstaat ze deze moeilijke periode en besluit ze haar moeders taak op zich te nemen. Haar natuurlijke talent met de paarden heeft ze ook aangewend voor andere verwaarloosde dieren. Ondanks de twijfel van vele anderen blijft ze overtuigd zijn.

In de loop van jaren wordt haar relatie met Ty steeds hechter. Amy komt voor moeilijke uitdagingen te staan, in het bijzonder wanneer ze over haar toekomst moet beslissen, studeren of op de paardenranch Heartland blijven. Amy verschijnt ook even in de Chestnut Hill boekenserie, eveneens geschreven door Lauren Brooke.
- Jack Bartlett - de opa van Amy en Lou.
- Lou Fleming Trewin Amy's 23-jarige zus. Getrouwd met Scott Trewin
- Ty Baldwin - Hij is gestopt met zijn school om fulltime op Heartland te kunnen werken. Ook is hij Amy's vriendje.
- Scott Trewin - dierenarts en Matts oudere broer, Lou's echtgenoot.
- Matt Trewin - een vriend van Amy. Had eerst gevoelens voor Amy, later voor Ashley, en weer later voor Soraya.
- Soraya Martin - Amy's beste vriendin. Had gevoelens voor Ben. Nu voor Matt
- Ashley Grant - concurrente van Amy.
- Val Grant - moeder van Ashley, echtgenote van Ted.
- Ted Grant- echtgenoot van Val. Vader van Ashley.
- Tim Fleming - vader van de zussen Amy en Lou en van hun halfzusje Lily.
- Daniel - Amy's goede vriend, had kort gevoelens voor Amy.
- Ben Stillman - stalhulp op Heartland en na zijn ontslag een goede vriend van Amy, Ty en de familie.
- Helena Fleming - Tims tweede vrouw, de stiefmoeder van Lou en Amy, de moeder van Lily.
- Lily Fleming - Tim en Helena's dochter, Lou en Amy's jongere halfzus.
- Marion Bartlett Fleming - Jacks dochter, Lou en Amy's moeder en Tims ex-vrouw.
- Holly Trewin - Lou en Scotts dochter. Holly is verlegen in het begin maar bouwt later een band op met Amy. Holly is geboren in de speciale vakantie-editie gift op een winterdag.
- Joni - Stalhulp op Heartland. Ze werd in dienst genomen als vervanging voor Ben.

## Gebruik van alternatieve behandelwijzen
Amy en de personeelsleden gebruiken in de boekenreeks een aantal alternatieve behandelwijzes voor de paarden. Een van de meest gebruikte behandelwijzes is de Bach-bloesemtherapie, gebruikt om angstgevoelens weg te nemen en kalmte te stimuleren.
Amy gebruikt ook technieken uit gedragstherapie om "skittish" of misbruikte paarden te behandelen, bijvoorbeeld "Join-Up" of "hooking on", een techniek die door de "Paardenfluisteraar" Monty Roberts is ontwikkeld. Ze past ook regelmatig massage en acupunctuur toe op de paarden, waarbij extra lange naalden gebruikt worden.